# اموكار (آيت الربع)
اموكار هو دُوَّار يقع بجماعة آيت عادل، إقليم الحوز، جهة مراكش آسفي في المملكة المغربية. ينتمي الدوّار لمشيخة آيت الربع التي تضم 8 دواوير. يقدر عدد سكانه بـ 238 نسمة حسب الإحصاء الرسمي للسكان والسكنى لسنة 2004.

## روابط خارجية
- البوابة الوطنية للجماعات الترابية
- المندوبية السامية للتخطيط